# Benjamim Franklin da Rocha Vieira
Benjamim Franklin da Rocha Vieira (1832 — 1889) foi um político brasileiro.
Foi 2º vice-presidente da província de Alagoas, de 11 a 30 de julho de 1867.